# Blau und Weiß, wie lieb’ ich dich

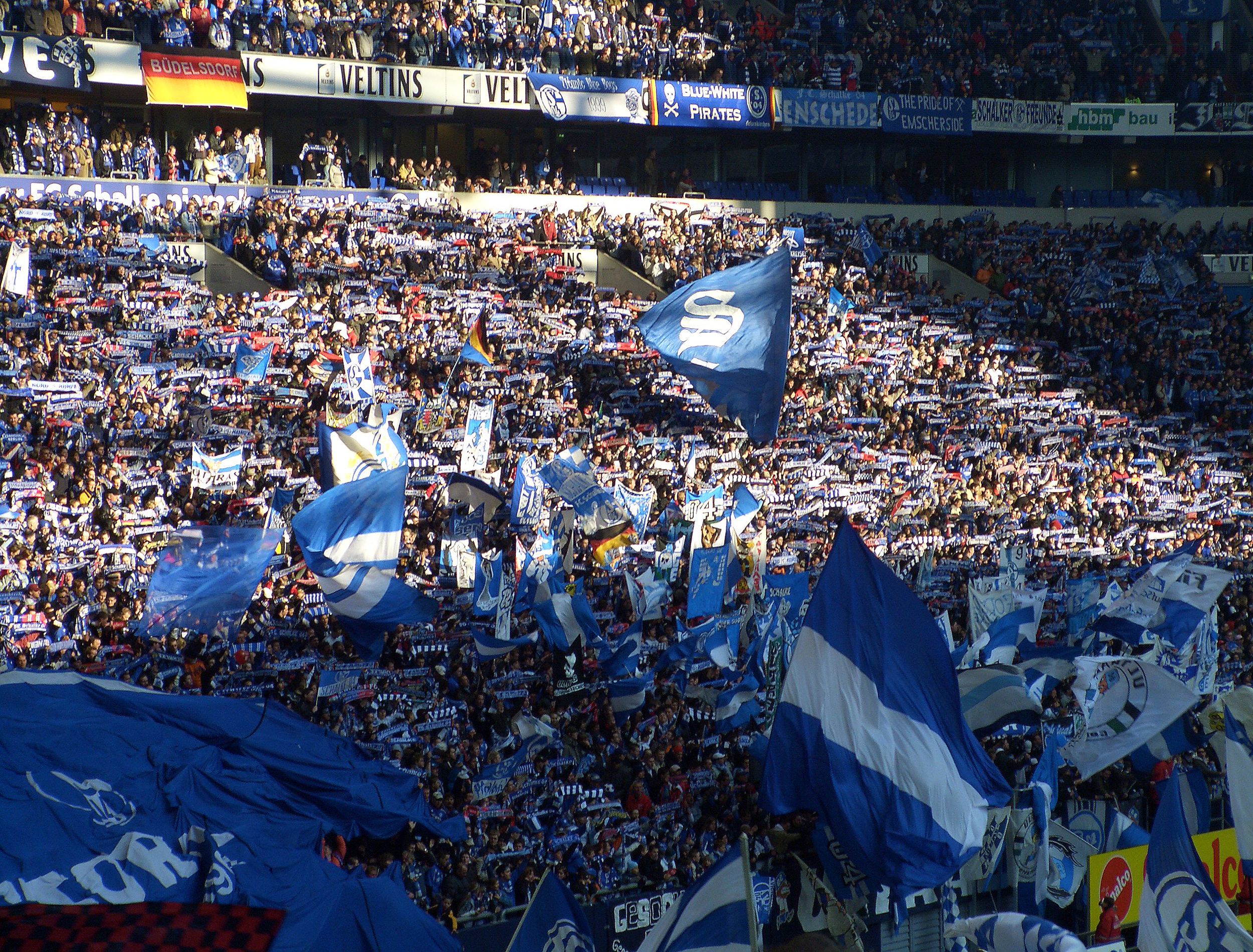
Schalker Fans in Gelsenkirchen

Blau und Weiß, wie lieb’ ich dich ist das offizielle Vereinslied des FC Schalke 04. Es geht auf das 1797 verfasste Jägerlied Lob der grünen Farbe von Ludwig von Wildungen zurück. 1924 entstand die erste Umdichtung auf Blau und Weiß. Die heute verwendete Fassung stammt aus dem Jahr 1959 und wurde von dem Kölner Musiker Hans J. König getextet.

## Vorgeschichte des Liedes
Ludwig von Wildungen, Oberlandesforstmeister in Hessen und romantischer Jagdschriftsteller aus der „hohen Zeit der deutschen Jagdpoesie“ zwischen 1790 und 1860, verfasste 1797 das Gedicht Lob der grünen Farbe. Das Lied preist alles Grüne und enthält unter anderem einen Hinweis auf den Propheten Mohammed, der zu dieser Farbe eine enge Beziehung hatte. Innerhalb der nächsten Jahrzehnte entwickelte sich das Gedicht mit verschiedensten Textänderungen und Melodien zum Volkslied. Dabei erhielt es im Laufe der Jahre den Titel Grün ist Wald und Flur. In dem Liederbuch Allgemeines Gesellschafts-Liederbuch, enthaltend: das Beste, Beliebteste und Neueste von Deutschlands gefeierten Sängern, herausgegeben 1841 von J. J. Algier in Reutlingen, ist es als Lied-Nr. 700 mit elf Strophen verzeichnet. Während der Märzrevolution wurde es im Gedenken an die Märzgefallenen zu Meine Brüder im Friedrichshain umgedichtet. Diese Umwidmung ist im 1912 erschienenen Liederbuch Volkslieder aus dem Eulengebirge von W. Schremmer als „Freiheitslied“ ebenso dokumentiert wie in G. Amfts ein Jahr zuvor herausgegebenen Volkslieder der Grafschaft Glatz.

## Vereinslied des FC Schalke 04

Melodie und erste Textzeile zu „Blau und Weiß, wie lieb’ ich dich“

Im Zuge der „Reinlichen Scheidung“ zwischen Turnern und Sportlern trennte sich 1924 die Fußballabteilung des TuS Schalke 1877 vom Verein ab und gründete den Fußball-Club Schalke 04. Bei dieser Neugründung, die sich mit der Jahreszahl auf den 1904 gegründeten Vorgängerverein Westfalia Schalke bezog, wurden auch neue Vereinsfarben festgelegt: Blau und Weiß. Im selben Jahr entstand auf Grundlage des Volksliedes die Vereinshymne. Deren Text ist 1935 erstmals dokumentiert, jedoch im Laufe der Jahre wohl mehrfach geändert worden. Das Volksliederarchiv zitiert vier Strophen, die in der heutigen Version nicht mehr vorhanden sind. Eine von ihnen muss nach der ersten Deutschen Meisterschaft des FC Schalke 04 (1934) entstanden sein, da sie von dem errungenen Titel handelt. Der ehemalige Schalker Spieler Werner Schellhase erinnerte sich 2008, dass früher „‚Blau und Weiß‘ stets in einer fünfstrophigen Fassung gesungen“ worden sei. Geändert wurde der Text zuletzt 1959. Hans J. König, Schalke-Fan und Musiker aus Köln, wollte das Lied auf einer Schallplatte aufnehmen. Da ihm der Text nicht mehr geläufig war, dichtete er gemeinsam mit einigen Freunden in der Kölner Gaststätte Hodeige in der Vorgebirgstraße neue Strophen dazu. Dabei nahm er sich den Text des Volksliedes Grün ist Wald und Flur zur Vorlage, auf dem auch die Melodie von „Blau und Weiß, wie lieb’ ich dich“ basiert. 1963 wurde die offizielle Version dem Kölner zugeschrieben, der seitdem die Rechte daran besitzt.

## Kontroverse

Logo des FC Schalke 04 in den Farben seit 1924: Blau und Weiß

Die dritte Strophe des Liedes in der Version von 1963 war im August 2009 Gegenstand einer Kontroverse, die für ein internationales Medienecho sorgte. Im Mittelpunkt der Diskussion standen die Verse „Mohammed war ein Prophet / Der vom Fußballspielen nichts versteht / Doch aus all der schönen Farbenpracht / Hat er sich das Blau und Weiße ausgedacht“. Nachdem türkische Zeitungen auf die Zeilen aufmerksam gemacht hatten, forderte Yavuz Özoğuz im von ihm betriebenen Internetportal Muslim-Markt dazu auf, gegen das Lied zu protestieren und Spiele von Schalke 04 zu boykottieren. Daraufhin gingen auf der Schalker Geschäftsstelle über 100 erboste Mails und Briefe ein, in denen der Klub aufgefordert wurde, die Liedzeilen zu entfernen, da sie den Propheten Mohammed verhöhnen würden.
Der Verein beauftragte den Islamwissenschaftler Bülent Uçar, ein Gutachten zu erstellen. Dieser kam ebenso wie weitere Experten zu dem Urteil, dass in dem Lied keine „islamfeindliche Gesinnung“ zu erkennen sei. Der Leiter des Zentralinstituts Islam-Archiv-Deutschland, Muhammad Salim Abdullah, bewertete die Empörung einiger Muslime über die Hymne als „Humorlosigkeit, die zum Himmel stinkt“. Der Text sei „keine Beleidigung“, sondern ein „Bestätigungslied“, das Muslime „aus voller Kehle mitsingen“ sollten. Aiman Mazyek, der Generalsekretär des Zentralrats der Muslime in Deutschland, führte die Proteste zunächst darauf zurück, dass viele Muslime in Deutschland nach dem Mord an Marwa El-Sherbini kein „Gefühl der Geborgenheit“ mehr empfunden hätten. Aber auch „rechtsextreme Urheber“ der zahlreichen anonymen Hassmails waren seiner Meinung nach denkbar. Scharfmacher aus der rechten Ecke würden „jede Gelegenheit“ nutzen, „um ihren Hass und ihre Ressentiments gegen Muslime zu instrumentalisieren“, warnte Mazyek im Forum am Freitag. Tatsächlich hatte die Gelsenkirchener Sektion der rechtsextremen Wählergruppe Pro NRW unmittelbar nach Beginn der Kontroverse angekündigt, eine Kampagne zur Abwehr „islamistischer Attacken“ auf den FC Schalke 04 zu starten.
Die umstrittene dritte Strophe gehörte nicht zur Urversion des Liedes, sondern war eine der von Hans J. König um- bzw. dazugedichteten. Er hatte sich dabei an die Zeilen aus Grün ist Wald und Flur gehalten. Dort heißt es: „Mohammed war ein Prophet / Der von Farben allerlei versteht./ Und aus aller Farbenpracht / Hat er sich doch das schöne Grün auserdacht.“ Im Originalgedicht von Wildungen lautete die Strophe mit Bezug auf den Gründer des Islam: „Mahomed ist mein Patron! / Aechte Schönheit kannt' er schon; / Er, dem aus der Farbenschaar / Nur die grüne heilig war. // Leben soll er, Herr Prophet, / Der auf Farben sich versteht!“ Grün ist die Farbe des Islam, in die der Prophet sich bevorzugt gekleidet haben soll. „König dachte sich offensichtlich, dass jemand der ‚von Farben allerlei versteht‘ sich dann auch selbstverständlich das Blau und Weiße seines Vereins auserdenken könnte“, schrieb der FC Schalke 04 in seiner Stellungnahme zum Streit um den Liedtext.

## Verwendung bei anderen Sportvereinen
Mit mehr oder weniger verändertem Text – je nach Vereinsfarben – ist das Lied auch Vereinslied anderer deutscher Sport- und Fußballvereine. So singt der SV Förste aus Osterode am Harz davon, dass Mohammed sich das „Grüne und Weiß“ ausgedacht habe. Die SG Herten-Langenbochum hat auch das Blau und Weiße, jedoch eine fünfte Strophe mit einer Fußballkönigin. Die TSG Niederfüllbach gibt drei Strophen von Grün ist Wald und Flur unter dem Titel Grün ach Grün als Vereinslied an. Der TuS Langenfeld hat, bis auf den Vereinsnamen, das Lied komplett vom FC Schalke 04 übernommen. Der TuS Dotzlar in Kreis Siegen-Wittgenstein singt „Weiß und blau wie lieb ich dich, welche Hoffnung, welch ein Trost für mich“. Auch dort erklingt Mohamed in der zweiten Strophe.